# 정치장교 지령

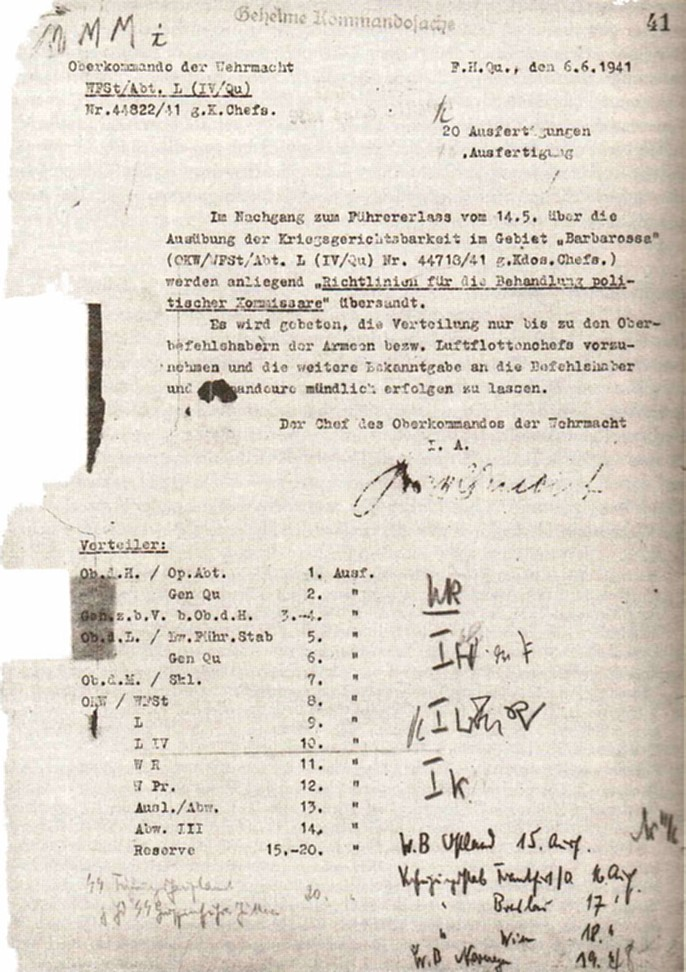
정치장교 지령의 첫 페이지. 1941년 6월 6일자

정치장교 지령(독일어: Kommissarbefehl)는 바르바로사 작전 개시 직전인 1941년 6월 6일 국방군 최고사령부(OKW)가 발행한 지령이다. 공식 명칭은 정치지도원의 처우에 관한 지침(Richtlinien für die Behandlung politischer Kommissare)이다. 이 지령에서 OKW는 국방군에게 소련군 포로를 붙잡았을 시 그 중 유대-볼셰비즘의 구주인 정치장교들을 색출하여 즉결처형하라고 명령하고 있다. 또한 정치장교가 아니더라도 이념적으로 철저하게 볼셰비키화되었거나 볼셰비키 이념의 능동적 대표자로 생각될 경우 역시 살해 대상이라고 규정하였다.